# Alicia L. Carriquiry
Alicia Laura Carriquiry es una estadística uruguaya. Es profesora en la Universidad Estatal de Iowa, y fue presidenta de la Sociedad Internacional para el Análisis Bayesiano en 2001.

## Biografía
En 1981 se licenció en ingeniería agrícola de la Universidad de la República y, posteriormente, completó una maestría en ciencia animal en 1985 en la Universidad de Illinois. Realizó un posgrado en la Universidad Estatal de Iowa, completando una maestría en estadística en 1986 y un doctorado, conjuntamente en estadística y ciencia animal, en 1989. Su disertación, supervisada por David A. Harville, fue Predicción bayesiana y su aplicación a la evaluación genética del ganado.
Ha sido directora de educación de posgrado en estadística en el estado de Iowa desde 2004 y se desempeñó como rectora asociada de 2000 a 2004. Desde 2007 también ocupa un cargo adjunto en la Pontificia Universidad Católica de Chile, y desde 2009 ocupa otro cargo adjunto en la Universidad de la República. Carriquiry también se desempeña como Directora del Centro de Estadística y Aplicaciones de Evidencia Forense, establecido en 2015 para aplicar una ciencia más objetiva en el campo forense al tratar la evidencia humana.
Durante su carrera de 26 años, Carriquiry ha desarrollado métodos estadísticos para medir mejor el consumo de alimentos, específicamente, la ingesta de nutrientes. Su trabajo también se ha centrado en problemas de salud mental, lo que incluye liderar un esfuerzo continuo de la Academia Nacional de Medicina para evaluar los servicios de salud mental de Asuntos de Veteranos. También ha trabajado con varias agencias gubernamentales y de salud de todo el mundo para mejorar la salud y la nutrición.

## Premios y honores
Fue elegida miembro del Instituto Internacional de Estadística en 1995, se convirtió en miembro de la Asociación Estadounidense de Estadística en 1999 y del Instituto de Estadística Matemática en 2006.  En 2016, fue elegida miembro de la Academia Nacional de Medicina. Es miembro de la Junta Directiva de la Sociedad Internacional para el Análisis Bayesiano.